# 裸鳍虫鳗
裸鳍虫鳗（学名：Muraenichthys gymnopterus）为輻鰭魚綱鳗鲡目蛇鳗科虫鳗属的鱼类。分布于印度、印度尼西亚、菲律宾以及南海及东海等，體長可達30公分，棲息在礁石區，為底棲性魚類，屬肉食性。该物种的模式产地在汕头。